# Mlilir (Dolopo)
Mlilir is een bestuurslaag in het regentschap Madiun van de provincie Oost-Java, Indonesië. Mlilir telt 5142 inwoners (volkstelling 2010).